# Superego (novelle)
Superego er en novellesamling fra 2000 skrevet af Jakob Ejersbo.
Bogen beskriver en række personer – hovedsageligt unge mennesker – som har det til til fælles, at de færdes i eller omkring København.
Man følger dem på godt og ondt og får et indblik i deres daglige gøremål og problemer med blandt andet narko samt ægteskabs-stridigheder, børneopdragelse, utroskab og arbejdsliv.
| Bog | Spire Denne artikel om bøger og tidsskrifter er en spire som bør udbygges. Du er velkommen til at hjælpe Wikipedia ved at udvide den. |